# Luca Cattaneo
Luca Cattaneo (Breno, 24 luglio 1972) è un ex sciatore alpino e sciatore freestyle italiano.

## Biografia

### Stagioni 1991-1998
Originario di Pontagna di Temù e attivo inizialmente nello sci alpino, Luca Cattaneo, specialista delle gare veloci, esordì in campo internazionale ai Mondiali juniores di Geilo/Hemsedal 1991, giungendo 5º nella discesa libera, 11º nel supergigante e 24º nello slalom speciale. L'anno seguente ottenne il suo primo piazzamento di rilievo in Coppa del Mondo in Val Gardena, piazzandosi 54º in discesa libera.
Partecipò nel 1997 ai Mondiali di Sestiere, ottenendo l'11º posto nella discesa libera e il 6º nel supergigante. Salì per la prima volta sul podio in Coppa del Mondo il 10 gennaio 1998, a Schladming, classificandosi 3º in supergigante dietro ai fuoriclasse austriaci Hermann Maier e Stephan Eberharter; nella stessa stagione prese parte ai XVIII Giochi olimpici invernali di Nagano 1998, sua unica presenza olimpica, senza concludere né la discesa libera né la combinata.

### Stagioni 1999-2010
Il 12 dicembre 1998 a Val-d'Isère conquistò il suo miglior risultato di carriera in Coppa del Mondo, nonché suo ultimo podio, giungendo 2º in discesa libera alle spalle del norvegese Lasse Kjus; in seguito ai Mondiali di Vail/Beaver Creek 1999, sua ultima presenza iridata, fu 24º nel supergigante. Prese per l'ultima volta il via in Coppa del Mondo l'8 gennaio 2005 a Chamonix in discesa libera (41º) e concluse l'attività agonistica nello sci alpino il 19 marzo 2005 piazzandosi 17º in supergigante ai Campionati italiani 2005 disputati a Colere.
Da quella stessa stagione 2004-2005 si dedicò anche al freestyle, specialità ski cross, debuttando nella disciplina in occasione della gara di Coppa del Mondo disputata il 15 gennaio a Pozza di Fassa (26º); il 2 febbraio 2007 ottenne a Les Contamines il miglior piazzamento nel massimo circuito internazionale (9º). Ai Mondiali di Madonna di Campiglio 2007 e di Iwanashiro 2009, le sue due partecipazioni iridate nella specialità, si classificò rispettivamente al 14º e al 35º posto; si ritirò all'inizio della stagione 2009-2010 e la sua ultima gara fu la prova di Coppa del Mondo disputata a San Candido il 22 dicembre, chiusa da Cattaneo all'84º posto.

## Palmarès

### Sci alpino

#### Coppa del Mondo
- Miglior piazzamento in classifica generale: 27º nel 1999
- 2 podi (1 in discesa libera, 1 in supergigante):
  - 1 secondo posto
  - 1 terzo posto

#### South American Cup
- Miglior piazzamento in classifica generale: 18º nel 2003
- 2 podi:
  - 2 terzi posti

#### Campionati italiani
- 4 medaglie[1]:
  - 1 oro (discesa libera nel 1996)
  - 2 argenti (supergigante nel 1997; discesa libera nel 2000)
  - 1 bronzo (combinata nel 1994)

### Freestyle

#### Coppa del Mondo
- Miglior piazzamento in classifica generale: 54º nel 2007
- Miglior piazzamento nella classifica di ski cross: 13º nel 2007